# Акмол
Акмо́л (каз. Ақмол) — село, центр Цілиноградського району Акмолинської області Казахстану. Адміністративний центр Акмольський сільського округу.
Населення — 13400 осіб (2021; 5711 у 2009, 4835 у 1999, 5286 у 1989).
Національний склад станом на 1989 рік:
- росіяни — 43 %.

Село було утворене 1938 року як селище при таборі дружин зрадників батьківщини (АЛЖИР; Акмолинский Лагерь Жён Изменников Родины) 26 точка. 1953 року табір був ліквідований, 1976 року селище отримало назву Малиновка. 9 січня 2007 року сюди із селища Коктал (колишнє село Кірово) був перенесений центр Цілиноградського району. Навесні того ж року аул отримав сучасну назву.